# Liobagrus marginatus
Liobagrus marginatus är en fiskart som först beskrevs av Günther 1892.  Liobagrus marginatus ingår i släktet Liobagrus och familjen Amblycipitidae. Inga underarter finns listade i Catalogue of Life.